# 愛媛県道330号藤縄長浜線
愛媛県道330号藤縄長浜線（えひめけんどう330ごう ふじなわながはません）は、愛媛県大洲市を通る予定の一般県道である。

## 概要
大洲市藤縄から大洲市長浜に至る。柳沢地区とJR四国予讃線 伊予長浜駅付近を結んでいる。
愛媛県道の中で唯一、未供用の一般県道である。車両が通行できる道路は存在しており、終点付近の長浜町黒田（くろんた）の一部2車線区間を除くほぼ全線が未改良の狭い山道であり、ガードレールなどの設置がない箇所も多い。未改良である理由として、本路線は1979年（昭和54年）に県道認定されたものの、道路用地の登記が完了しておらず、愛媛県としては全線の登記が完了するまでは、県道としての改良・供用を行わない方針としているためである。
ただし、終点付近の長浜町黒田から国道378号の区間に関しては、地形上改良が困難である事から、愛媛県の過疎代行事業として、両区間を高架橋で結ぶ2車線の道路を新たに整備し、大洲市道黒田大屋線として供用されている。

### 路線データ
- 起点：大洲市藤縄（愛媛県道230号柳沢新谷停車場線交点）
- 終点：大洲市長浜（国道378号交点）

## 歴史
- 1979年（昭和54年） - 県道認定。

## 地理

### 通過する自治体
- 愛媛県
  - 大洲市

### 交差する道路
| 交差する道路                  | 交差する場所 | 交差する場所 |
| ----------------------------- | ------------ | ------------ |
| 愛媛県道230号柳沢新谷停車場線 | 藤縄         | 起点         |
| 国道378号                     | 長浜         | 終点         |

### 交差する鉄道
- 予讃線

### 沿線
- 大洲柳沢郵便局（起点付近）
- 愛媛たいき農業協同組合本所 柳沢支所
- 大洲市柳沢公民館
- 壺神山
- 樫谷棚田[3]
- 無事喜地のタブノキ[4]
- 肱川あらし展望公園
- JR四国予讃線 伊予長浜駅
- 大洲警察署 長浜交番
- 長浜港